# Kostel Obrácení svatého Pavla (Loučná pod Klínovcem)
Kostel Obrácení svatého Pavla je zaniklá sakrální stavba v Loučné pod Klínovcem v dnešní farnosti Vejprty.

## Historie
Kostel byl postaven v letech 1731–1737 a na počátku devatenáctého století byla v letech 1801–1802 přistavěna věž. V padesátých 20. století začal kostel chátrat, a v roce 1960 byl z nařízení Okresního národního výboru uzavřen. Farnost byla tehdy již administrována z Vejprt a tehdejší duchovní správce v roce 1977 podal žádost, aby z kostela byla sejmuta památková ochrana. Žádost byla zamítnuta. Jelikož však neexistovala reálná možnost kostel opravit, chátral dál. V roce 1980 byla nakonec památková ochrana sňata, a o rok později byl zchátralý kostel odstřelen. V roce 2003 také administrativně zanikla místní farnost, která byla sloučena s vejprtskou.

## Architektura
Kostel byl jednolodní stavba s trojboce uzavřeným presbytářem a malou sakristií. Vnitřní prostor kostela byl plochostropý, stěny členěny pilastry. Zařízení kostela bylo soudobé se stavbou. Před odstřelem stavby bylo odvezeno do depozitářů. Dnes z kostela není zachováno vůbec nic.